# 핑거볼

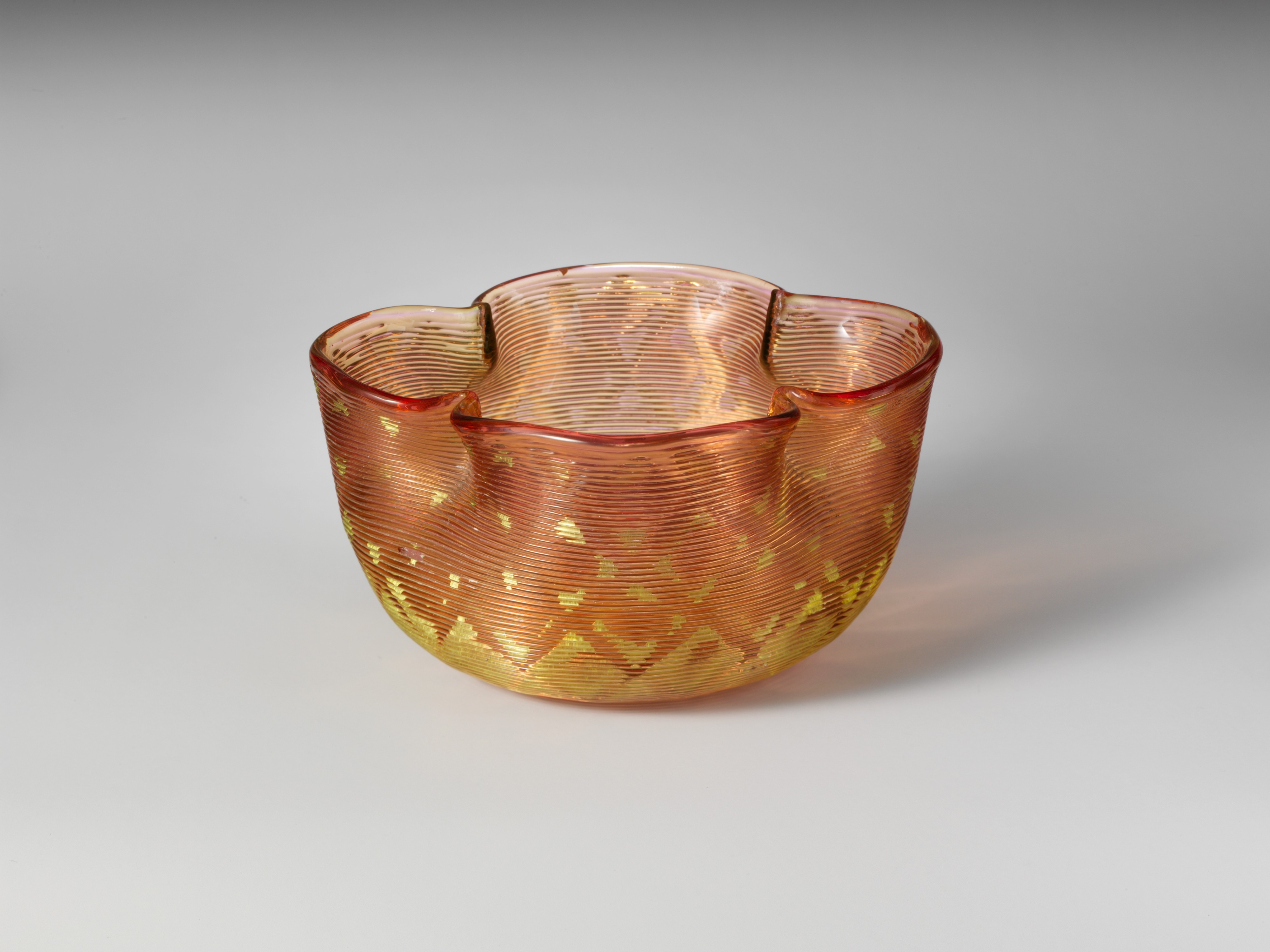
1880년경의 핑거볼, 메트로폴리탄 미술관 소장

핑거볼(영어: finger bowl)은 식사를 다 한 후에 손가락을 헹구는 데 사용하는 물그릇이다. 정식 식사에서는 디저트가 나올 때 쯤 손님들이 마지막 코스를 마치고 테이블을 떠나기 직전에 핑거볼을 사용할 수 있도록 테이블 위에 둔다. 비교적 공식적이지 않은 식사에서는 손가락으로 먹을 수 있는 음식이 있는 코스 요리 후에 핑거볼이 제공될 수 있으며, 한 끼 식사에서는 두 개 이상의 코스 요리 후에 제공될 수도 있다. 
핑거볼은 과거 서양에서 자주 사용되었지만 제1차 세계 대전 이후 부터는 점차 식탁 위에서 사라져 갔다.